# Islandia en el Festival de la Canción de Eurovisión 2008
Islandia participó en el Festival de la Canción de Eurovisión 2008 con la canción "This Is My Life", interpretada por Euroband, compuesta por Örlygur Smári y escrita por Paul Oscar y Peter Fenner. El representante islandés fue escogido por medio del Laugardagslögin, organizado por la RÚV. Islandia obtuvo el 14.º puesto en la final del 24 de mayo de 2008.

## Antecedentes
Antes de la edición de 2008, Islandia había participado en el Festival de la Canción de Eurovisión veinte veces desde su primera participación en 1986. La mejor posición de Islandia en el concurso, hasta este punto, fue el 2.º puesto en 1999, con la canción "All Out of Luck" interpretada por Selma. Desde la introducción de una semifinal al formato del Festival en 2004, Islandia, hasta este momento, no ha logrado clasificarse para la final en tres ocasiones. En 2007, Islandia fue representada por Eiríkur Hauksson con la canción "Valentine Lost", obteniendo el 13.er puesto en la semifinal.
La radioemisora nacional islandesa, Ríkisútvarpið (RÚV), transmite el evento dentro de Islandia y organiza el proceso de selección del representante del país. Para esto último, ha utilizado tanto elecciones internas como la realización de una final nacional. Desde 2006, Islandia ha utilizado la final nacional.

## Antes de Eurovisión
La RÚV confirmó sus intenciones de participar en el Festival de la Canción de Eurovisión 2008 el 10 de julio de 2007. Ese mismo día, la emisora reveló detalles sobre el procedimiento de selección y anunció la organización, nuevamente, de una final nacional.

### Laugardagslögin
Laugardagslögin (Canciones del Sábado) fue el nombre dado a la edición de 2008 del Söngvakeppni Sjónvarpsins. Fue el formato de final nacional desarrollado por la RÚV para seleccionar la representación de Islandia en el Festival de la Canción de Eurovisión 2008. Los presentadores fueron Gísli Einarsson y Ragnhildur Steinunn Jónsdóttir.

#### Formato
Treinta y tres canciones en total compitieron en el Laugardagslögin. El ganador fue elegido tras la realización de once rondas clasificatorias, una ronda de segunda oportunidad, cuatro semifinales y una final. Tres canciones compitieron en cada una de las rondas clasificatorias, del 06 de octubre de 2007 al 15 de diciembre de 2007. En las galas había un jurado compuesto por Erpur Eyvindarson, Selma y Þorvaldur Bjarni Þorvaldsson; quienes emitían su opinión con respecto a las canciones. El ganador, determinado únicamente por el televoto, pasaba a las semifinales. Luego, en el programa siguiente, tras una nueva votación del público entre los dos participantes restantes, se anunciaba qué participante obtenía el comodín para optar por una segunda oportunidad. De todos los que obtuvieron dicho comodín, un jurado eligió a los tres que participaron en la ronda para elegir al último semifinalista. Nuevamente, tres canciones compitieron en cada una de las semifinales, del 19 de enero de 2008 al 09 de febrero de 2008. Las dos canciones más votadas por el público pasaron a la final del 23 de febrero de 2008. Ocho canciones compitieron en ella, siendo el ganador determinado por televoto.

#### Participantes
El 10 de julio de 2007 la RÚV abrió el período de recepción de canciones, el cual concluyó el 03 de septiembre de 2007. Para poder participar en el concurso, cantantes y compositores debían confirmar que son residentes islandeses antes del 01 de octubre de 2007. Si bien las reglas establecían que la RÚV "preferiría" que las canciones estén en islandés, se dio la oportunidad de enviar canciones en otros idiomas. En las ediciones anteriores, las canciones debían enviarse e interpretarse en islandés y la canción ganadora era versionada al inglés para el Festival. Al finalizar el período de recepción de canciones, 146 candidaturas fueron recibidas. El 02 de octubre de 2007 la RÚV anunció los compositores que participarían en las diferentes rondas. Fueron seleccionadas seis canciones procedentes de la convocatoria pública. Las demás veintisiete procedieron de nueve compositores invitados, participando cada uno con tres canciones.
| Método de Selección  | Compositor                           | Artista                                                                                          | Canción                           | Traducción                            |
| -------------------- | ------------------------------------ | ------------------------------------------------------------------------------------------------ | --------------------------------- | ------------------------------------- |
| Compositor Invitado  | Andrea Gylfadóttir                   | Andrea Gylfadóttir                                                                               | Flower of Fire                    | "Flor de fuego"                       |
| Compositor Invitado  | Andrea Gylfadóttir                   | Andrea Gylfadóttir                                                                               | Vocalise                          | "Vocaliza"                            |
| Compositor Invitado  | Andrea Gylfadóttir                   | Bjartur Guðjónsson                                                                               | The Girl in the Golden Dress      | "La chica del vestido dorado"         |
| Compositor Invitado  | Barði Jóhannsson                     | Ali Mobli, Harold Burr, Hildur Guðný Þórhallsdóttir, Sigurður Þór Óskarsson & Soffía Karlsdóttir | Friður á þessari jörð             | "Paz en la tierra"                    |
| Compositor Invitado  | Barði Jóhannsson                     | Böðvar Rafn Reynisson & Tinna Marína Jónsdóttir                                                  | Á ballið á                        | "En el baile"                         |
| Compositor Invitado  | Barði Jóhannsson                     | Merzedes Club                                                                                    | Ho, Ho, Ho We Say Hey, Hey, Hey   | "Jou, Jou, Jou decimos Jey, Jey, Jey" |
| Compositor Invitado  | Guðmundur Jónsson                    | Einar Ágúst Víðisson & Sigurjón Brink                                                            | Straumurinn                       | "La corriente"                        |
| Compositor Invitado  | Guðmundur Jónsson                    | Páll Rósinkranz & Gospelkór Reykjavíkur                                                          | Gef mér von                       | "Dame esperanza"                      |
| Compositor Invitado  | Guðmundur Jónsson                    | Þóra Gísladóttir                                                                                 | Að eilífu                         | "Para siempre"                        |
| Compositor Invitado  | Gunnar Lárus Hjálmarsson (Dr. Gunni) | Dr. Spock                                                                                        | Hvar ert nú?                      | "¿Dónde estás ahora?"                 |
| Compositor Invitado  | Gunnar Lárus Hjálmarsson (Dr. Gunni) | Heiða Eiríks                                                                                     | Ísinn                             | "Helado"                              |
| Compositor Invitado  | Gunnar Lárus Hjálmarsson (Dr. Gunni) | Sigriður Thorlacius & Karl Sigurðsson                                                            | Drepum tímann                     | "Matemos el tiempo"                   |
| Compositor Invitado  | Hafdís Huld Þrastardóttir            | Birgitta Haukdal & Magni Ásgeirsson                                                              | Núna veit ég                      | "Ahora sé"                            |
| Compositor Invitado  | Hafdís Huld Þrastardóttir            | Hafdís Huld Þrastardóttir                                                                        | Á gleymdum stað                   | "En un lugar olvidado"                |
| Compositor Invitado  | Hafdís Huld Þrastardóttir            | Hafdís Huld Þrastardóttir                                                                        | Boys and Perfume                  | "Chicos y perfumes"                   |
| Compositor Invitado  | Magnús Eiríksson                     | Baggalútur                                                                                       | Hvað var það sem þú sást í honum? | "¿Qué viste en él?"                   |
| Compositor Invitado  | Magnús Eiríksson                     | Hrund Ósk Árnadóttir                                                                             | Í rússíbana                       | "En la montaña rusa"                  |
| Compositor Invitado  | Magnús Eiríksson                     | Mannakorn (Pálmi Gunnarsson & Hrund Ósk Árnadóttir)                                              | Leigubílar                        | "Taxis"                               |
| Compositor Invitado  | Magnús Þór Sigmundsson               | Ína Valgerður Pétursdóttir, Seth Sharp & Berglind Ósk Guðgeirsdóttir                             | Lullaby to Peace                  | "Canción de cuna a la paz"            |
| Compositor Invitado  | Magnús Þór Sigmundsson               | Ragnheiður Gröndal                                                                               | Skot í myrkri                     | "Disparo en la oscuridad"             |
| Compositor Invitado  | Magnús Þór Sigmundsson               | Seth Sharp                                                                                       | Johnny                            | —                                     |
| Compositor Invitado  | Margrét Kristín Sigurðardóttir       | Margrét Kristín Sigurðardóttir                                                                   | Bigger Shoes                      | "Zapatos más grandes"                 |
| Compositor Invitado  | Margrét Kristín Sigurðardóttir       | Margrét Kristín Sigurðardóttir & Martin Høybye                                                   | Game Over                         | "Juego terminado"                     |
| Compositor Invitado  | Margrét Kristín Sigurðardóttir       | Ragnheiður Gröndal                                                                               | Don't Wake Me Up                  | "No me despiertes"                    |
| Compositor Invitado  | Svala Björgvinsdóttir                | Edgar Smári Atlason                                                                              | If I Fall In Love Again           | "Si me enamoro de nuevo"              |
| Compositor Invitado  | Svala Björgvinsdóttir                | Haffi Haff                                                                                       | The Wiggle Wiggle Song            | "La canción del Meneo Meneo"          |
| Compositor Invitado  | Svala Björgvinsdóttir                | Seth Sharp                                                                                       | I Won't Be Home Tonight           | "No estaré en casa esta noche"        |
| Convocatoria Pública | Áslaug Helga Hálfdánardóttir         | Áslaug Helga Hálfdánardóttir                                                                     | Lífsins leið                      | "Estilo de vida"                      |
| Convocatoria Pública | Davíð Þorsteinn Olgeirsson           | Davíð Þorsteinn Olgeirsson                                                                       | In Your Dreams                    | "En tus sueños"                       |
| Convocatoria Pública | Hallgrímur Óskarsson                 | Hara Systers (Rakel & Hildur Magnúsdóttir)                                                       | I Wanna Manicure                  | "Quiero una manicura"                 |
| Convocatoria Pública | Hjörleifur Ingason                   | Þóra Gísladóttir                                                                                 | The Picture                       | "La fotografía"                       |
| Convocatoria Pública | Þórarinn Freysson                    | Menn Ársins                                                                                      | If You Were Here                  | "Si estuvieras aquí"                  |
| Convocatoria Pública | Örlygur Smári                        | Eurobandið                                                                                       | Fullkomið líf                     | "Vida perfecta"                       |

### Programas

#### Rondas Clasificatorias

##### 1.ª Ronda
La primera ronda clasificatoria tuvo lugar el 06 de octubre de 2007. En ella compitieron tres canciones, clasificando a las semifinales la más votada por el público.
| 1.ª Ronda Clasificatoria (06 de octubre de 2007) | 1.ª Ronda Clasificatoria (06 de octubre de 2007) | 1.ª Ronda Clasificatoria (06 de octubre de 2007) | 1.ª Ronda Clasificatoria (06 de octubre de 2007) |
| #                                                | Artista                                          | Canción                                          | Resultado                                        |
| ------------------------------------------------ | ------------------------------------------------ | ------------------------------------------------ | ------------------------------------------------ |
| 1                                                | Hafdís Huld Þrastardóttir                        | Boys and Perfume                                 | Comodín                                          |
| 2                                                | Margrét Kristín Sigurðardóttir & Martin Høybye   | Game Over                                        | Eliminado                                        |
| 3                                                | Páll Rósinkranz & Gospelkór Reykjavíkur          | Gef mér von                                      | Semifinalista                                    |

##### 2.ª Ronda
La segunda ronda clasificatoria tuvo lugar el 13 de octubre de 2007. En ella compitieron tres canciones, clasificando a las semifinales la más votada por el público.
| 2.ª Ronda Clasificatoria (13 de octubre de 2007) | 2.ª Ronda Clasificatoria (13 de octubre de 2007)    | 2.ª Ronda Clasificatoria (13 de octubre de 2007) | 2.ª Ronda Clasificatoria (13 de octubre de 2007) |
| #                                                | Artista                                             | Canción                                          | Resultado                                        |
| ------------------------------------------------ | --------------------------------------------------- | ------------------------------------------------ | ------------------------------------------------ |
| 1                                                | Heiða Eiríks                                        | Ísinn                                            | Eliminado                                        |
| 2                                                | Edgar Smári Atlason                                 | If I Fall In Love Again                          | Comodín                                          |
| 3                                                | Mannakorn (Pálmi Gunnarsson & Hrund Ósk Árnadóttir) | Leigubílar                                       | Semifinalista                                    |

##### 3.ª Ronda
La tercera ronda clasificatoria tuvo lugar el 20 de octubre de 2007. En ella compitieron tres canciones, clasificando a las semifinales la más votada por el público.
| 3.ª Ronda Clasificatoria (20 de octubre de 2007) | 3.ª Ronda Clasificatoria (20 de octubre de 2007)                     | 3.ª Ronda Clasificatoria (20 de octubre de 2007) | 3.ª Ronda Clasificatoria (20 de octubre de 2007) |
| #                                                | Artista                                                              | Canción                                          | Resultado                                        |
| ------------------------------------------------ | -------------------------------------------------------------------- | ------------------------------------------------ | ------------------------------------------------ |
| 1                                                | Ína Valgerður Pétursdóttir, Seth Sharp & Berglind Ósk Guðgeirsdóttir | Lullaby to Peace                                 | Semifinalista                                    |
| 2                                                | Andrea Gylfadóttir                                                   | Vocalise                                         | Eliminado                                        |
| 3                                                | Böðvar Rafn Reynisson & Tinna Marína Jónsdóttir                      | Á ballið á                                       | Comodín                                          |

##### 4.ª Ronda
La cuarta ronda clasificatoria tuvo lugar el 27 de octubre de 2007. En ella compitieron tres canciones, clasificando a las semifinales la más votada por el público.
| 4.ª Ronda Clasificatoria (27 de octubre de 2007) | 4.ª Ronda Clasificatoria (27 de octubre de 2007) | 4.ª Ronda Clasificatoria (27 de octubre de 2007) | 4.ª Ronda Clasificatoria (27 de octubre de 2007) |
| #                                                | Artista                                          | Canción                                          | Resultado                                        |
| ------------------------------------------------ | ------------------------------------------------ | ------------------------------------------------ | ------------------------------------------------ |
| 1                                                | Davíð Þorsteinn Olgeirsson                       | In Your Dreams                                   | Semifinalista                                    |
| 2                                                | Áslaug Helga Hálfdánardóttir                     | Lífsins leið                                     | Comodín                                          |
| 3                                                | Þóra Gísladóttir                                 | The Picture                                      | Eliminado                                        |

##### 5.ª Ronda
La quinta ronda clasificatoria tuvo lugar el 03 de noviembre de 2007. En ella compitieron tres canciones, clasificando a las semifinales la más votada por el público.
| 5.ª Ronda Clasificatoria (03 de noviembre de 2007) | 5.ª Ronda Clasificatoria (03 de noviembre de 2007) | 5.ª Ronda Clasificatoria (03 de noviembre de 2007) | 5.ª Ronda Clasificatoria (03 de noviembre de 2007) |
| #                                                  | Artista                                            | Canción                                            | Resultado                                          |
| -------------------------------------------------- | -------------------------------------------------- | -------------------------------------------------- | -------------------------------------------------- |
| 1                                                  | Sigriður Thorlacius & Karl Sigurðsson              | Drepum tímann                                      | Eliminado                                          |
| 2                                                  | Seth Sharp                                         | Johnny                                             | Comodín                                            |
| 3                                                  | Merzedes Club                                      | Ho, Ho, Ho We Say Hey, Hey, Hey                    | Semifinalista                                      |

##### 6.ª Ronda
La sexta ronda clasificatoria tuvo lugar el 10 de noviembre de 2007. En ella compitieron tres canciones, clasificando a las semifinales la más votada por el público.
| 6.ª Ronda Clasificatoria (10 de noviembre de 2007) | 6.ª Ronda Clasificatoria (10 de noviembre de 2007) | 6.ª Ronda Clasificatoria (10 de noviembre de 2007) | 6.ª Ronda Clasificatoria (10 de noviembre de 2007) |
| #                                                  | Artista                                            | Canción                                            | Resultado                                          |
| -------------------------------------------------- | -------------------------------------------------- | -------------------------------------------------- | -------------------------------------------------- |
| 1                                                  | Margrét Kristín Sigurðardóttir                     | Bigger Shoes                                       | Comodín                                            |
| 2                                                  | Baggalútur                                         | Hvað var það sem þú sást í honum?                  | Semifinalista                                      |
| 3                                                  | Seth Sharp                                         | I Won't Be Home Tonight                            | Eliminado                                          |

##### 7.ª Ronda
La séptima ronda clasificatoria tuvo lugar el 17 de noviembre de 2007. En ella compitieron tres canciones, clasificando a las semifinales la más votada por el público.
| 7.ª Ronda Clasificatoria (17 de noviembre de 2007) | 7.ª Ronda Clasificatoria (17 de noviembre de 2007) | 7.ª Ronda Clasificatoria (17 de noviembre de 2007) | 7.ª Ronda Clasificatoria (17 de noviembre de 2007) |
| #                                                  | Artista                                            | Canción                                            | Resultado                                          |
| -------------------------------------------------- | -------------------------------------------------- | -------------------------------------------------- | -------------------------------------------------- |
| 1                                                  | Einar Ágúst Víðisson & Sigurjón Brink              | Straumurinn                                        | Comodín                                            |
| 2                                                  | Hafdís Huld Þrastardóttir                          | Á gleymdum stað                                    | Eliminado                                          |
| 3                                                  | Bjartur Guðjónsson                                 | The Girl in the Golden Dress                       | Semifinalista                                      |

##### 8.ª Ronda
La octava ronda clasificatoria tuvo lugar el 24 de noviembre de 2007. En ella compitieron tres canciones, clasificando a las semifinales la más votada por el público.
| 8.ª Ronda Clasificatoria (24 de noviembre de 2007) | 8.ª Ronda Clasificatoria (24 de noviembre de 2007) | 8.ª Ronda Clasificatoria (24 de noviembre de 2007) | 8.ª Ronda Clasificatoria (24 de noviembre de 2007) |
| #                                                  | Artista                                            | Canción                                            | Resultado                                          |
| -------------------------------------------------- | -------------------------------------------------- | -------------------------------------------------- | -------------------------------------------------- |
| 1                                                  | Menn Ársins                                        | If You Were Here                                   | Eliminado                                          |
| 2                                                  | Eurobandið                                         | Fullkomið líf                                      | Semifinalista                                      |
| 3                                                  | Hara Systers (Rakel & Hildur Magnúsdóttir)         | I Wanna Manicure                                   | Comodín                                            |

##### 9.ª Ronda
La novena ronda clasificatoria tuvo lugar el 01 de diciembre de 2007. En ella compitieron tres canciones, clasificando a las semifinales la más votada por el público. Freyr Eyjólfsson reemplazó a Erpur Eyvindarson en el jurado.
| 9.ª Ronda Clasificatoria (01 de diciembre de 2007) | 9.ª Ronda Clasificatoria (01 de diciembre de 2007) | 9.ª Ronda Clasificatoria (01 de diciembre de 2007) | 9.ª Ronda Clasificatoria (01 de diciembre de 2007) |
| #                                                  | Artista                                            | Canción                                            | Resultado                                          |
| -------------------------------------------------- | -------------------------------------------------- | -------------------------------------------------- | -------------------------------------------------- |
| 1                                                  | Dr. Spock                                          | Hvar ert nú?                                       | Comodín                                            |
| 2                                                  | Ragnheiður Gröndal                                 | Skot í myrkri                                      | Eliminado                                          |
| 3                                                  | Birgitta Haukdal & Magni Ásgeirsson                | Núna veit ég                                       | Semifinalista                                      |

##### 10.ª Ronda
La décima ronda clasificatoria tuvo lugar el 08 de diciembre de 2007. En ella compitieron tres canciones, clasificando a las semifinales la más votada por el público.
| 10.ª Ronda Clasificatoria (08 de diciembre de 2007) | 10.ª Ronda Clasificatoria (08 de diciembre de 2007) | 10.ª Ronda Clasificatoria (08 de diciembre de 2007) | 10.ª Ronda Clasificatoria (08 de diciembre de 2007) |
| #                                                   | Artista                                             | Canción                                             | Resultado                                           |
| --------------------------------------------------- | --------------------------------------------------- | --------------------------------------------------- | --------------------------------------------------- |
| 1                                                   | Andrea Gylfadóttir                                  | Flower of Fire                                      | Comodín                                             |
| 2                                                   | Þóra Gísladóttir                                    | Að eilífu                                           | Eliminado                                           |
| 3                                                   | Ragnheiður Gröndal                                  | Don't Wake Me Up                                    | Semifinalista                                       |

##### 11.ª Ronda
La undécima ronda clasificatoria tuvo lugar el 15 de diciembre de 2007. En ella compitieron tres canciones, clasificando a las semifinales la más votada por el público.
| 11.ª Ronda Clasificatoria (15 de diciembre de 2007) | 11.ª Ronda Clasificatoria (15 de diciembre de 2007)                                              | 11.ª Ronda Clasificatoria (15 de diciembre de 2007) | 11.ª Ronda Clasificatoria (15 de diciembre de 2007) |
| #                                                   | Artista                                                                                          | Canción                                             | Resultado                                           |
| --------------------------------------------------- | ------------------------------------------------------------------------------------------------ | --------------------------------------------------- | --------------------------------------------------- |
| 1                                                   | Ali Mobli, Harold Burr, Hildur Guðný Þórhallsdóttir, Sigurður Þór Óskarsson & Soffía Karlsdóttir | Friður á þessari jörð                               | Eliminado                                           |
| 2                                                   | Hrund Ósk Árnadóttir                                                                             | Í rússíbana                                         | Comodín                                             |
| 3                                                   | Haffi Haff                                                                                       | The Wiggle Wiggle Song                              | Semifinalista                                       |

#### Segunda Oportunidad
El 05 de enero de 2008 fue realizado un programa especial en el que se presentó un resumen y el detrás de cámara de lo acontecido en las rondas clasificatorias. También, fueron anunciados las tres candidaturas, de las once que habían obtenido el comodín, que participarían en la gala de Segunda Oportunidad. La decisión fue tomada por un comité especial de la RÚV.
| Segunda Oportunidad (05 de enero de 2008) | Segunda Oportunidad (05 de enero de 2008)       | Segunda Oportunidad (05 de enero de 2008) | Segunda Oportunidad (05 de enero de 2008) |
| Procedencia                               | Artista                                         | Canción                                   | Resultado                                 |
| ----------------------------------------- | ----------------------------------------------- | ----------------------------------------- | ----------------------------------------- |
| 1.ª Ronda                                 | Hafdís Huld Þrastardóttir                       | Boys and Perfume                          | Segunda Oportunidad                       |
| 2.ª Ronda                                 | Edgar Smári Atlason                             | If I Fall In Love Again                   | Eliminado                                 |
| 3.ª Ronda                                 | Böðvar Rafn Reynisson & Tinna Marína Jónsdóttir | Á ballið á                                | Eliminado                                 |
| 4.ª Ronda                                 | Áslaug Helga Hálfdánardóttir                    | Lífsins leið                              | Eliminado                                 |
| 5.ª Ronda                                 | Seth Sharp                                      | Johnny                                    | Eliminado                                 |
| 6.ª Ronda                                 | Margrét Kristín Sigurðardóttir                  | Bigger Shoes                              | Segunda Oportunidad                       |
| 7.ª Ronda                                 | Einar Ágúst Víðisson & Sigurjón Brink           | Straumurinn                               | Eliminado                                 |
| 8.ª Ronda                                 | Hara Systers (Rakel & Hildur Magnúsdóttir)      | I Wanna Manicure                          | Eliminado                                 |
| 9.ª Ronda                                 | Dr. Spock                                       | Hvar ert nú?                              | Segunda Oportunidad                       |
| 10.ª Ronda                                | Andrea Gylfadóttir                              | Flower of Fire                            | Eliminado                                 |
| 11.ª Ronda                                | Hrund Ósk Árnadóttir                            | Í rússíbana                               | Eliminado                                 |

La ronda de Segunda Oportunidad tuvo lugar el 12 de enero de 2008. En ella compitieron tres canciones, clasificando a las semifinales la más votada por el público.
| Segunda Oportunidad (12 de enero de 2008) | Segunda Oportunidad (12 de enero de 2008) | Segunda Oportunidad (12 de enero de 2008) | Segunda Oportunidad (12 de enero de 2008) |
| #                                         | Artista                                   | Canción                                   | Resultado                                 |
| ----------------------------------------- | ----------------------------------------- | ----------------------------------------- | ----------------------------------------- |
| 1                                         | Margrét Kristín Sigurðardóttir            | Bigger Shoes                              | Eliminado                                 |
| 2                                         | Hafdís Huld Þrastardóttir                 | Boys and Perfume                          | Eliminado                                 |
| 3                                         | Dr. Spock                                 | Hvar ert nú?                              | Semifinalista                             |

#### Semifinales

##### 1.ª Semifinal
La primera semifinal tuvo lugar el 19 de enero de 2008. En ella compitieron tres canciones, clasificando a la final las dos más votada por el público.
| 1.ª Semifinal (19 de enero de 2008) | 1.ª Semifinal (19 de enero de 2008)                                  | 1.ª Semifinal (19 de enero de 2008) | 1.ª Semifinal (19 de enero de 2008) |
| #                                   | Artista                                                              | Canción                             | Resultado                           |
| ----------------------------------- | -------------------------------------------------------------------- | ----------------------------------- | ----------------------------------- |
| 1                                   | Magni Ásgeirsson (en solitario)                                      | Núna veit ég                        | Finalista                           |
| 2                                   | Ína Valgerður Pétursdóttir, Seth Sharp & Berglind Ósk Guðgeirsdóttir | Lullaby to Peace                    | Eliminado                           |
| 3                                   | Páll Rósinkranz                                                      | Gef mér von                         | Finalista                           |

##### 2.ª Semifinal
La segunda semifinal tuvo lugar el 26 de enero de 2008. En ella compitieron tres canciones, clasificando a la final las dos más votada por el público.
| 2.ª Semifinal (26 de enero de 2008) | 2.ª Semifinal (26 de enero de 2008) | 2.ª Semifinal (26 de enero de 2008) | 2.ª Semifinal (26 de enero de 2008) |
| #                                   | Artista                             | Canción                             | Resultado                           |
| ----------------------------------- | ----------------------------------- | ----------------------------------- | ----------------------------------- |
| 1                                   | Bjartur Guðjónsson                  | The Girl in the Golden Dress        | Eliminado                           |
| 2                                   | Davíð Þorsteinn Olgeirsson          | In Your Dreams                      | Finalista                           |
| 3                                   | Baggalútur                          | Hvað var það sem þú sást í honum?   | Finalista                           |

##### 3.ª Semifinal
La tercera semifinal tuvo lugar el 02 de febrero de 2008. En ella compitieron tres canciones, clasificando a la final las dos más votada por el público.
| 3.ª Semifinal (02 de febrero de 2008) | 3.ª Semifinal (02 de febrero de 2008)               | 3.ª Semifinal (02 de febrero de 2008) | 3.ª Semifinal (02 de febrero de 2008) |
| #                                     | Artista                                             | Canción                               | Resultado                             |
| ------------------------------------- | --------------------------------------------------- | ------------------------------------- | ------------------------------------- |
| 1                                     | Mannakorn (Pálmi Gunnarsson & Hrund Ósk Árnadóttir) | Leigubílar                            | Eliminado                             |
| 2                                     | Eurobandið                                          | Fullkomið líf                         | Finalista                             |
| 3                                     | Dr. Spock                                           | Hvar ert nú?                          | Finalista                             |

##### 4.ª Semifinal
La cuarta semifinal tuvo lugar el 09 de febrero de 2008. En ella compitieron tres canciones, clasificando a la final las dos más votada por el público.
| 4.ª Semifinal (09 de febrero de 2008) | 4.ª Semifinal (09 de febrero de 2008) | 4.ª Semifinal (09 de febrero de 2008) | 4.ª Semifinal (09 de febrero de 2008) |
| #                                     | Artista                               | Canción                               | Resultado                             |
| ------------------------------------- | ------------------------------------- | ------------------------------------- | ------------------------------------- |
| 1                                     | Haffi Haff                            | The Wiggle Wiggle Song                | Eliminado                             |
| 2                                     | Ragnheiður Gröndal                    | Don't Wake Me Up                      | Finalista                             |
| 3                                     | Merzedes Club                         | Ho, Ho, Ho We Say Hey, Hey, Hey       | Finalista                             |

El 16 de febrero de 2008 fue realizado un programa especial en el que se presentó un resumen y el detrás de cámara de lo acontecido en las semifinales.

#### Final
La final tuvo lugar el 23 de febrero de 2008. Al principio del espectáculo, anteriores representantes islandeses en Eurovisión presentaron un popurrí de las canciones con las que compitieron. Esto incluyó a "Minn hinsti dans" de Paul Oscar (1997), "Eitt lag enn" de Stjórnin (1990), "Tell Me!" de August & Telma (2000), "Nei eða já" de Heart 2 Heart (1992), "Congratulations" de Silvia Night (2006), "Gleðibankinn" de ICY (1986) y "All Out of Luck" de Selma (quien consiguió el 2.º puesto para Islandia en 1999). Compitieron ocho canciones, siendo el ganador escogido por televoto y anunciados sólo los tres primeros puestos.
| Final (23 de febrero de 2008) | Final (23 de febrero de 2008)       | Final (23 de febrero de 2008)     | Final (23 de febrero de 2008) |
| #                             | Artista                             | Canción                           | Puesto                        |
| ----------------------------- | ----------------------------------- | --------------------------------- | ----------------------------- |
| 1                             | Davíð Þorsteinn Olgeirsson          | In Your Dreams                    | —                             |
| 2                             | Páll Rósinkranz                     | Gef mér von                       | —                             |
| 3                             | Eurobandið                          | This Is My Life                   | 1                             |
| 4                             | Ragnheiður Gröndal                  | Don't Wake Me Up                  | —                             |
| 5                             | Merzedes Club                       | Ho, Ho, Ho We Say Hey, Hey, Hey   | 2                             |
| 6                             | Baggalútur                          | Hvað var það sem þú sást í honum? | —                             |
| 7                             | Birgitta Haukdal & Magni Ásgeirsson | Núna veit ég                      | —                             |
| 8                             | Dr. Spock                           | Hvar ert nú?                      | 3                             |

## En Eurovisión
Para el Festival de la Canción de Eurovisión 2008 fue introducida una segunda semifinal. De acuerdo a las reglas del Festival, todos los países deben competir en una de las dos semifinales, con la excepción del país anfitrión (Serbia) y el Big Four (Alemania, España, Francia y el Reino Unido). El 28 de enero de 2008 fue realizado un sorteo para determinar los participantes de cada semifinal. Para ello, la Unión Europea de Radiodifusión (UER) ubicó a cada país en seis bombos, basado en sus patrones de votación en las ediciones anteriores del Festival. Además, el 17 de marzo de 2008 se realizó un nuevo sorteo donde se determinó el orden de presentación de las canciones en cada semifinal y en la final, y el orden de votación durante esta última. Todo esto determinó que Islandia debía presentarse en 1.er lugar, precediendo a Suecia, en la segunda semifinal, el 22 de mayo de 2008; y ser el 16.º país en entregar sus votos en la final, el 24 de mayo de 2008.

### Presentación y Resultados
A los dos vocalistas de Euroband, Friðrik Ómar y Regína Ósk, lo acompañaron cuatro coristas: dos masculinos, Grétar Örvarsson y Pétur Örn Guðmundsson, y dos femeninos, Guðrún Gunnarsdóttir y Hera Björk. En la segunda semifinal, This Is My Life obtuvo el 8.º puesto con 68 puntos, logrando clasificar a la final. Para esta, un nuevo sorteo determinó que actuarían 11.ª posición, detrás de Polonia y antes de Turquía. Obtuvieron 64 puntos, quedando en el 14.º puesto. A pesar ello, se convirtieron en la representación islandesa más exitosa desde el 2003, dónde el país había quedado en 8.º lugar.
El comentarista de la transmisión del Festival por la Sjónvarpið, tanto de las semifinales como de la final, fue Sigmar Guðmundsson. La portavoz de los votos de Islandia en la final fue Brynja Þorgeirsdóttir.

### Puntos Otorgados a Islandia
| 2.ª Semifinal                | 2.ª Semifinal         | 2.ª Semifinal | 2.ª Semifinal        | 2.ª Semifinal                    |
| 12 puntos                    | 10 puntos             | 8 puntos      | 7 puntos             | 6 puntos                         |
| ---------------------------- | --------------------- | ------------- | -------------------- | -------------------------------- |
|                              | - Dinamarca - Suecia  | - Francia     | - Hungría            |                                  |
| 5 puntos                     | 4 puntos              | 3 puntos      | 2 puntos             | 1 punto                          |
| - Albania - Malta - Portugal | - Reino Unido - Suiza | - Turquía     | - Letonia - Lituania | - Bielorrusia - Chipre - Ucrania |

| Final       | Final             | Final              | Final                  | Final                 |
| 12 puntos   | 10 puntos         | 8 puntos           | 7 puntos               | 6 puntos              |
| ----------- | ----------------- | ------------------ | ---------------------- | --------------------- |
| - Dinamarca |                   | - Noruega - Suecia | - Finlandia - Portugal | - Malta - Reino Unido |
| 5 puntos    | 4 puntos          | 3 puntos           | 2 puntos               | 1 punto               |
|             | - Israel - España |                    | - Letonia              |                       |

### Puntos Otorgados por Islandia
| 2.ª Semifinal | 2.ª Semifinal |
| ------------- | ------------- |
| 12 puntos     | Dinamarca     |
| 10 puntos     | Portugal      |
| 8 puntos      | Suecia        |
| 7 puntos      | Letonia       |
| 6 puntos      | Ucrania       |
| 5 puntos      | Bulgaria      |
| 4 puntos      | Croacia       |
| 3 puntos      | Malta         |
| 2 puntos      | Georgia       |
| 1 punto       | Albania       |

| Final     | Final     |
| --------- | --------- |
| 12 puntos | Dinamarca |
| 10 puntos | Noruega   |
| 8 puntos  | Francia   |
| 7 puntos  | Finlandia |
| 6 puntos  | Portugal  |
| 5 puntos  | Ucrania   |
| 4 puntos  | Letonia   |
| 3 puntos  | Suecia    |
| 2 puntos  | Serbia    |
| 1 punto   | Armenia   |